# Mausoleo della Conocchia
Il Mausoleo della Conocchia, o semplicemente la Conocchia, è il principale monumento di Curti: si tratta di un monumento funerario che si erge imponente e maestoso sul percorso dell'antica Via Appia; il nome popolare deriva dalla forma che ricorda la conocchia (o fuso), oggetto usato per filare.

## Storia
La conocchia è un'eccezionale testimonianza del barocco antico e risalente probabilmente al II secolo d.C., il sepolcro è dotato di undici nicchie ove si posavano le urne cinerarie. Secondo la tradizione vi fu sepolta anche Flavia Domitilla, la matrona romana nipote di Vespasiano, perseguitata da Domiziano perché era di religione cristiana. Altre fonti, invece, affermano che in questo mausoleo furono depositate le ceneri di Appio Claudio Cieco, politico e letterato romano, che realizzò proprio la Via Appia nel 312 a.C..
La Conocchia può dirsi fra i più significativi monumenti che siano giunti fino a noi conservando "quasi intero" il loro carattere plastico. Questo stato di conservazione è dovuto ai lavori di restauro apportati al tempo di Ferdinando IV di Borbone tra gli altri da Carlo Vanvitelli che però in parte hanno modificato la struttura originaria. Di questa opera di restauro è data notizia in un'iscrizione apposta sull'ingresso alla camera sepolcrale che recita:

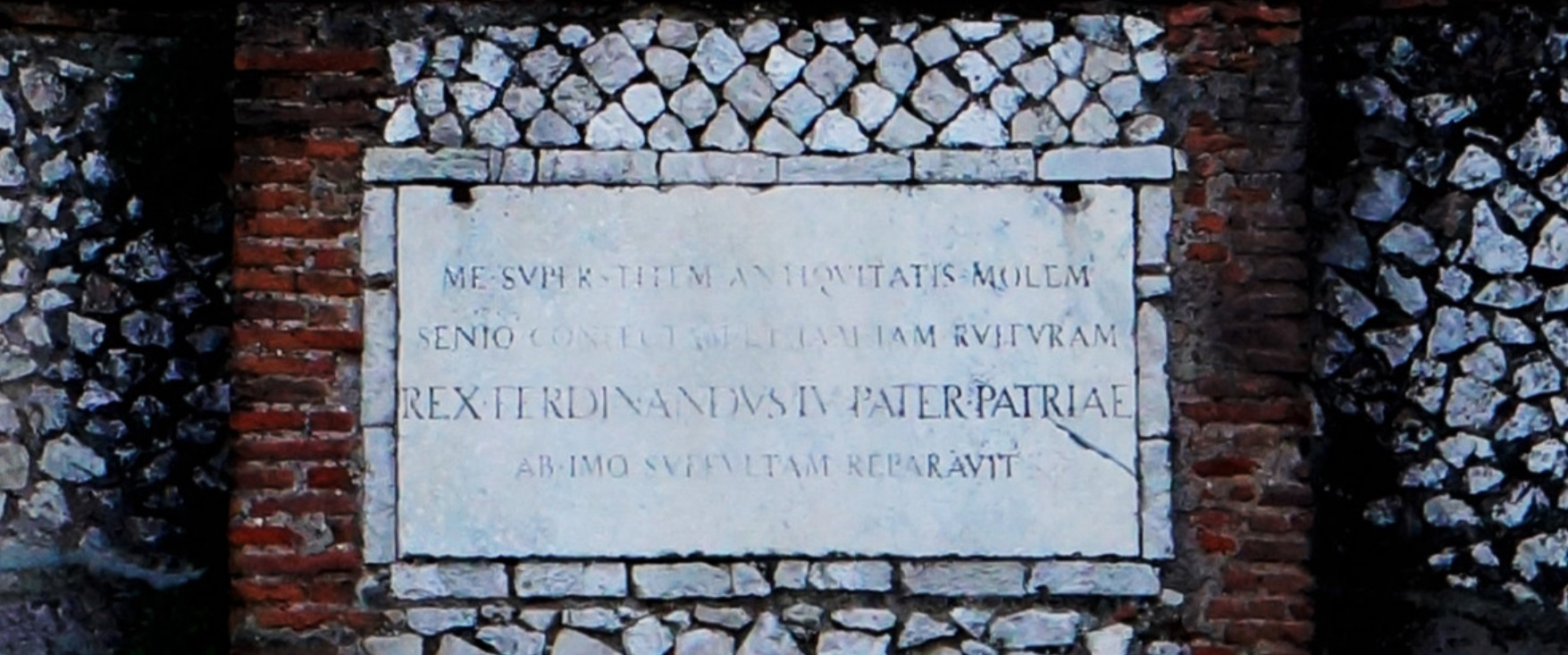
Dettaglio iscrizione

## Struttura

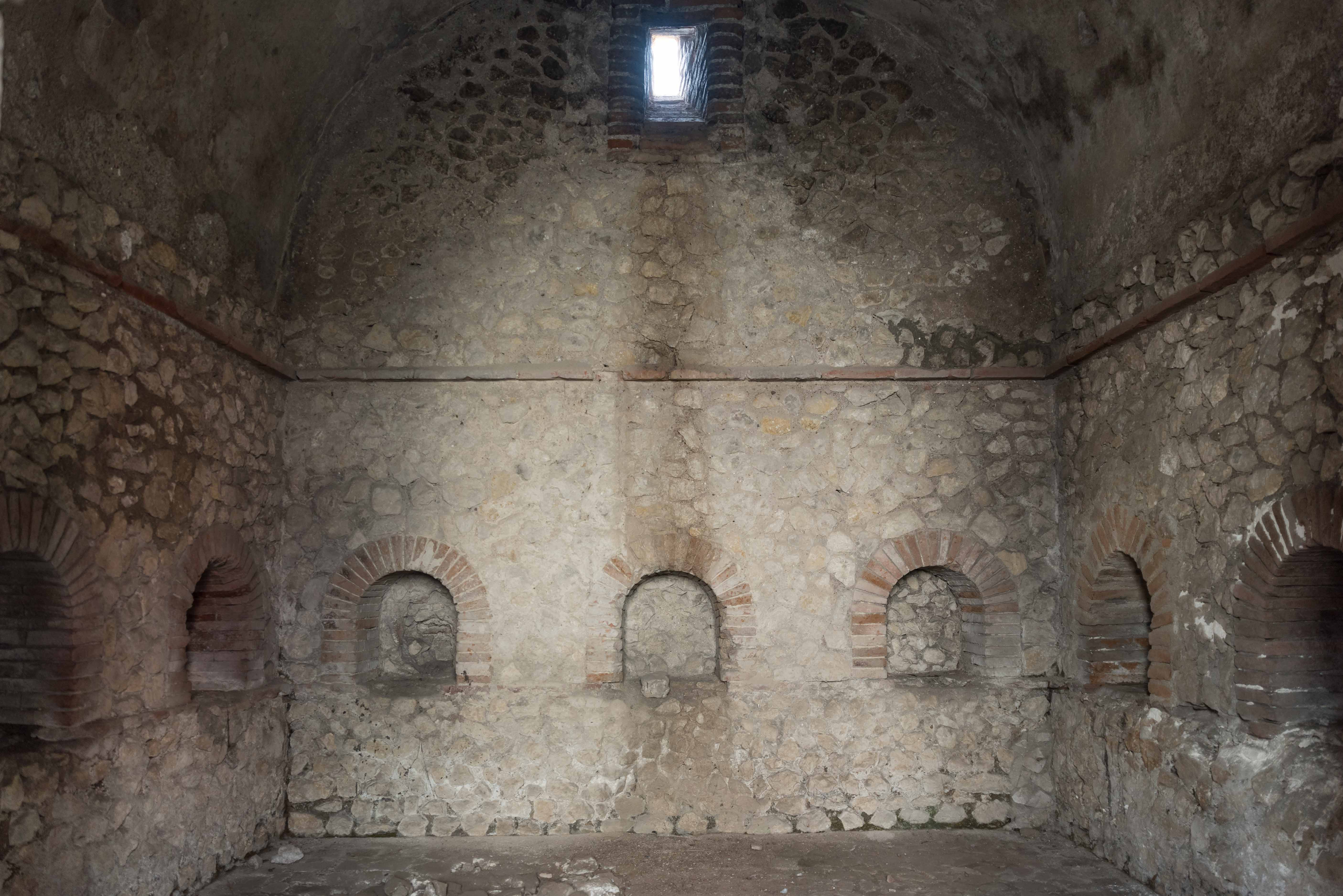
Interno del mausoleo

Il mausoleo presenta una struttura a più elementi sovrapposti. Ad un basamento a forma cubica si sostituisce un corpo intermedio con lati convessi e il monoptero con intercolumni chiechi e poi una terminazione ad edicola oppure a tholos. Dalla struttura stessa non è da escludere la presenza di imagines con le rappresentazioni dei defunti. La forma del mausoleo ricalca quello de La Conocchia di Pozzuoli del secolo precedente per quanto la struttura del mausole di Curti è stata maggiormente rifinita.
L'interno della struttura presenta una camera sepolcrale con undici nicchie poste a gruppi di tre nei lati della camera (di due nel lato con l'ingresso). Nonostante il buono stato della muratura interna si sono perse, però, tutte le decorazioni che probabilmente ornavano la camera.